# Оденсе (коммуна)
О́денсе (дат. Odense Kommune) — датская коммуна в составе области Южная Дания. Площадь — 304,34 км², что составляет 0,71 % от площади Дании без Гренландии и Фарерских островов. Численность населения на 1 января 2008 года — 186932 чел. (мужчины — 91462, женщины — 95470; иностранные граждане — 12052).

## Железнодорожные станции
- Фруэнс Бёге (Fruens Bøge)
- Яллесе (Hjallese)
- Хёйбю (Højby)
- Хольмструп (Holmstrup)
- Оденсе Банегор (Odense Banegård)
- Оденсе Сюгехус (Odense Sygehus)

## Изображения

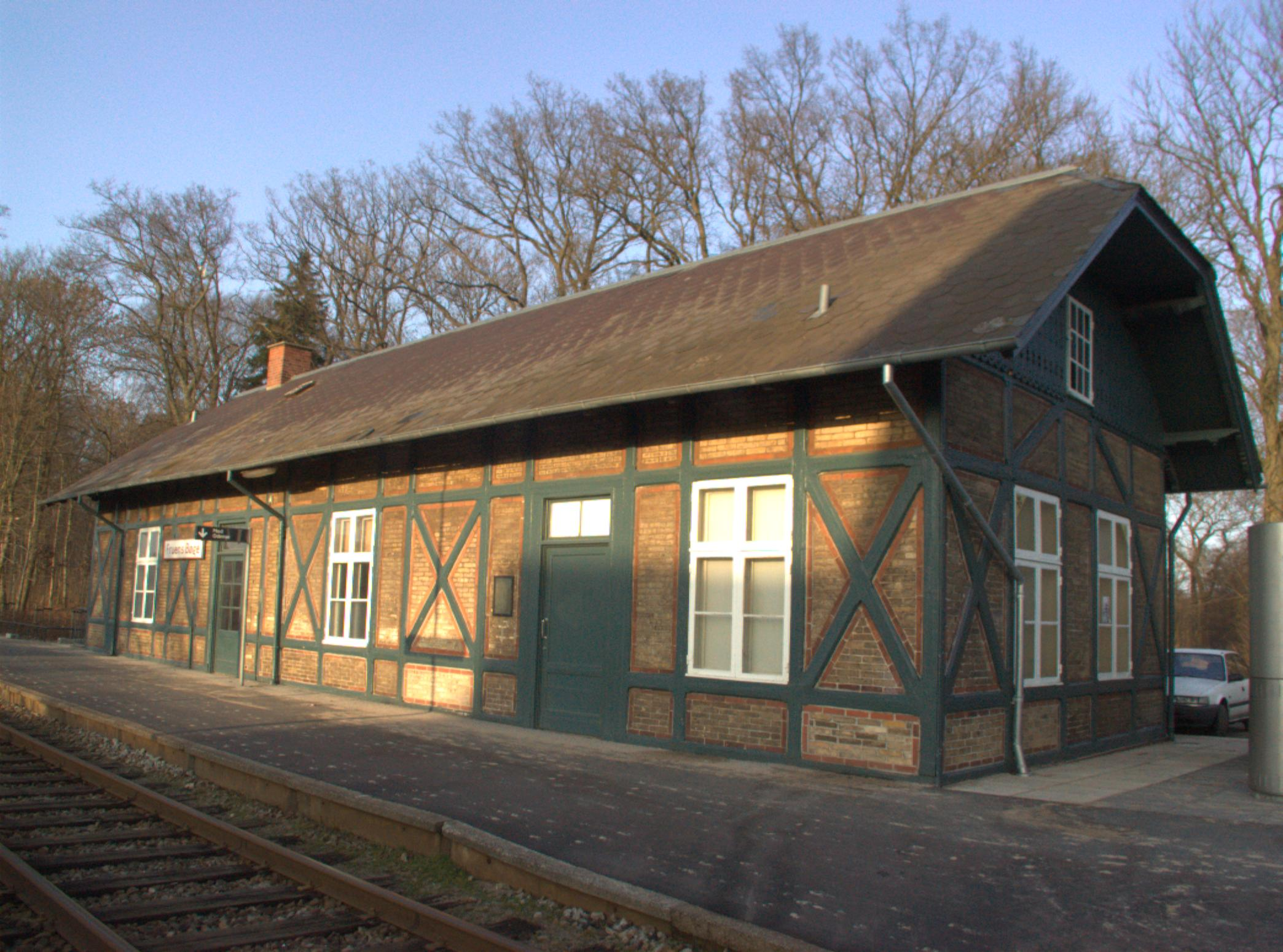
Фруэнс Бёге
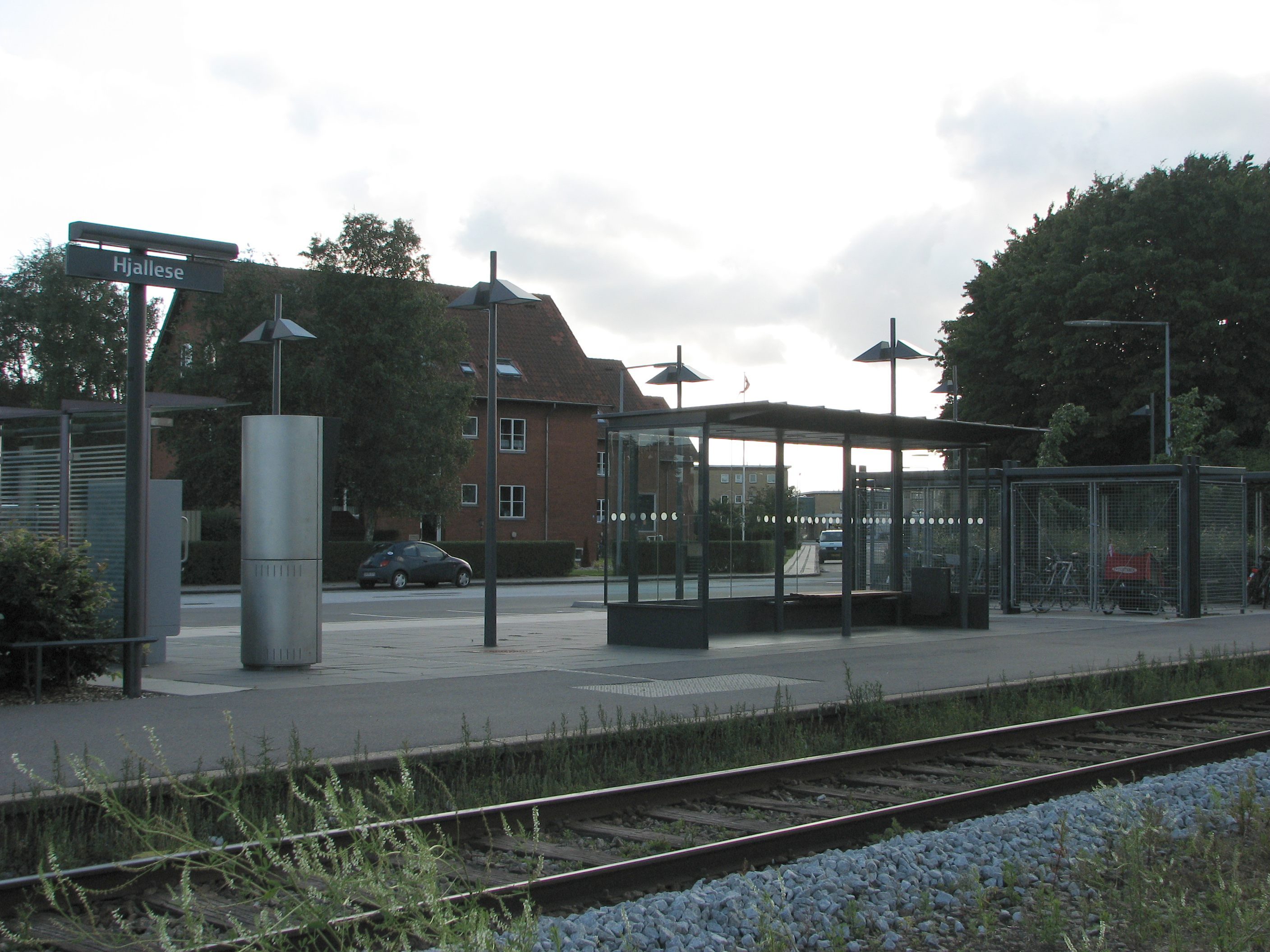
Яллесе
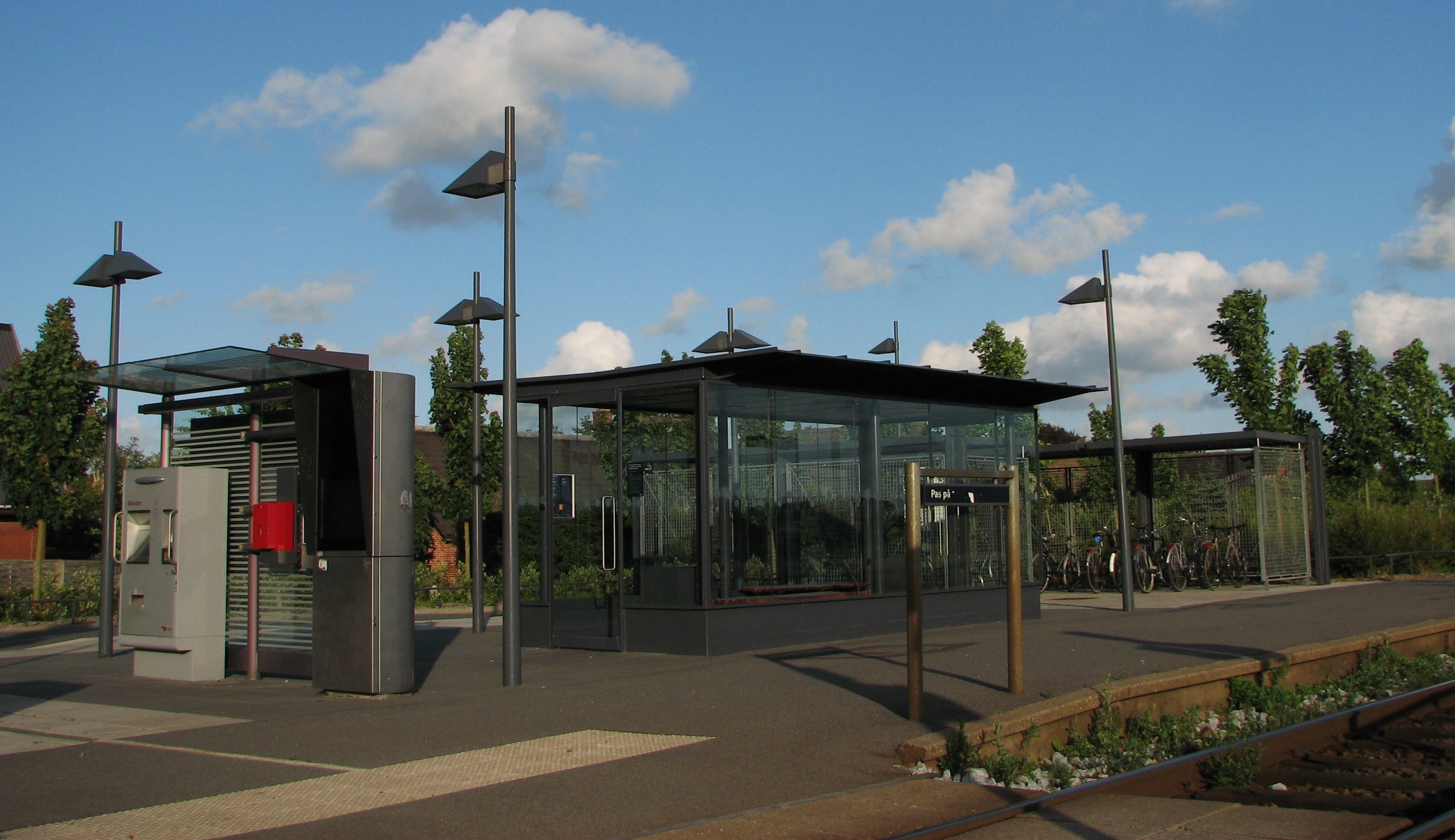
Хёйбю
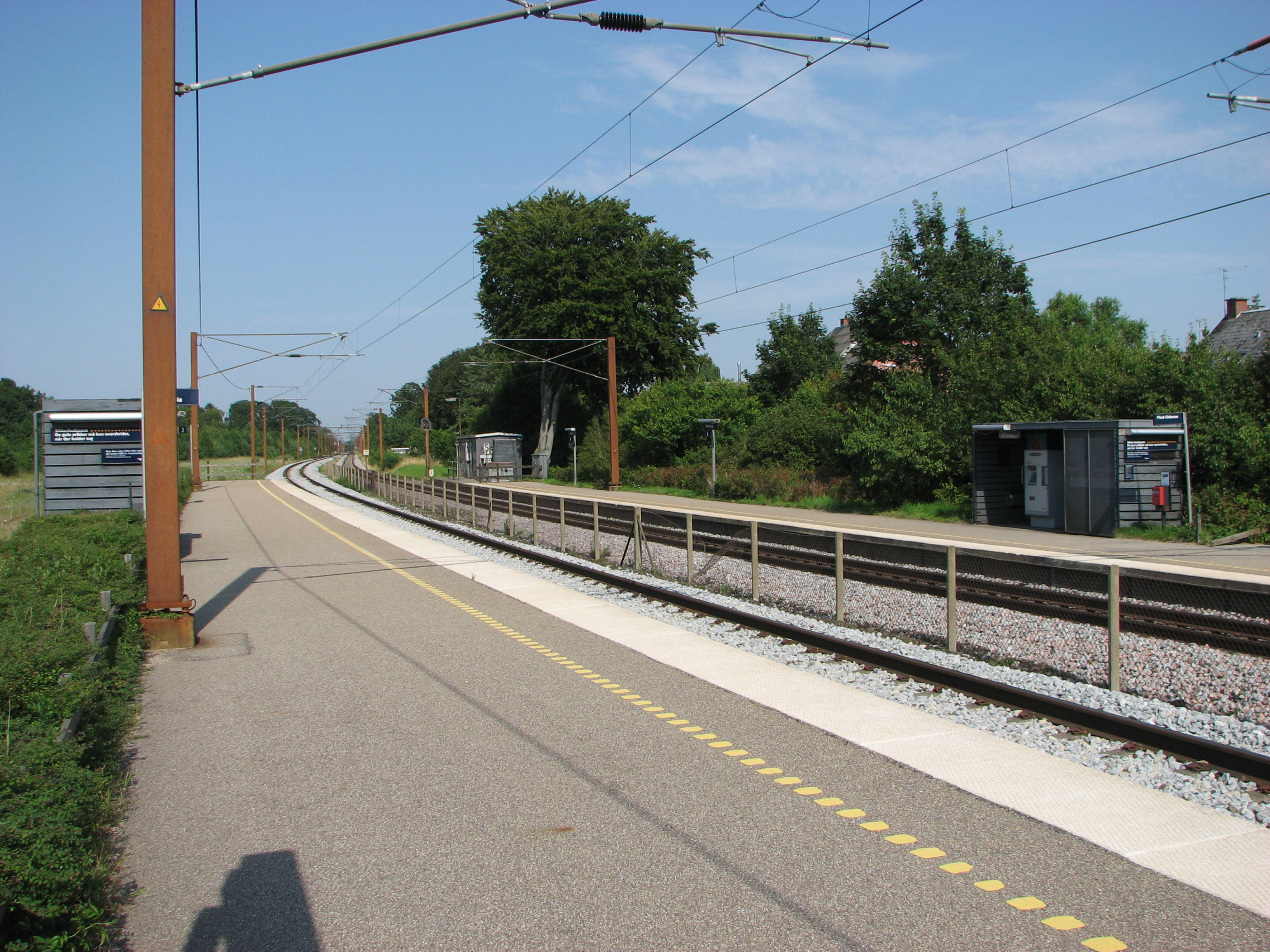
Хольмструп
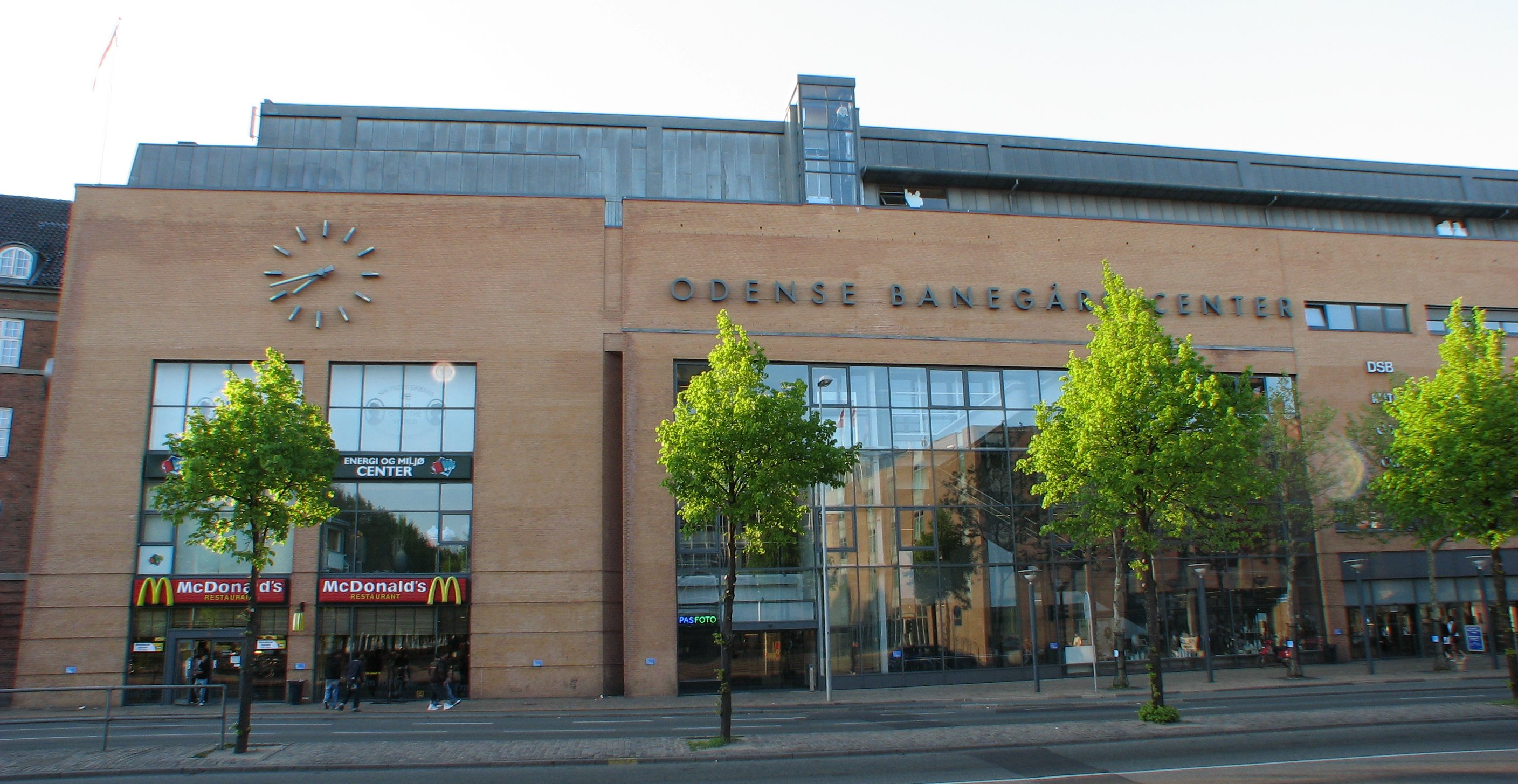
Оденсе Банегор
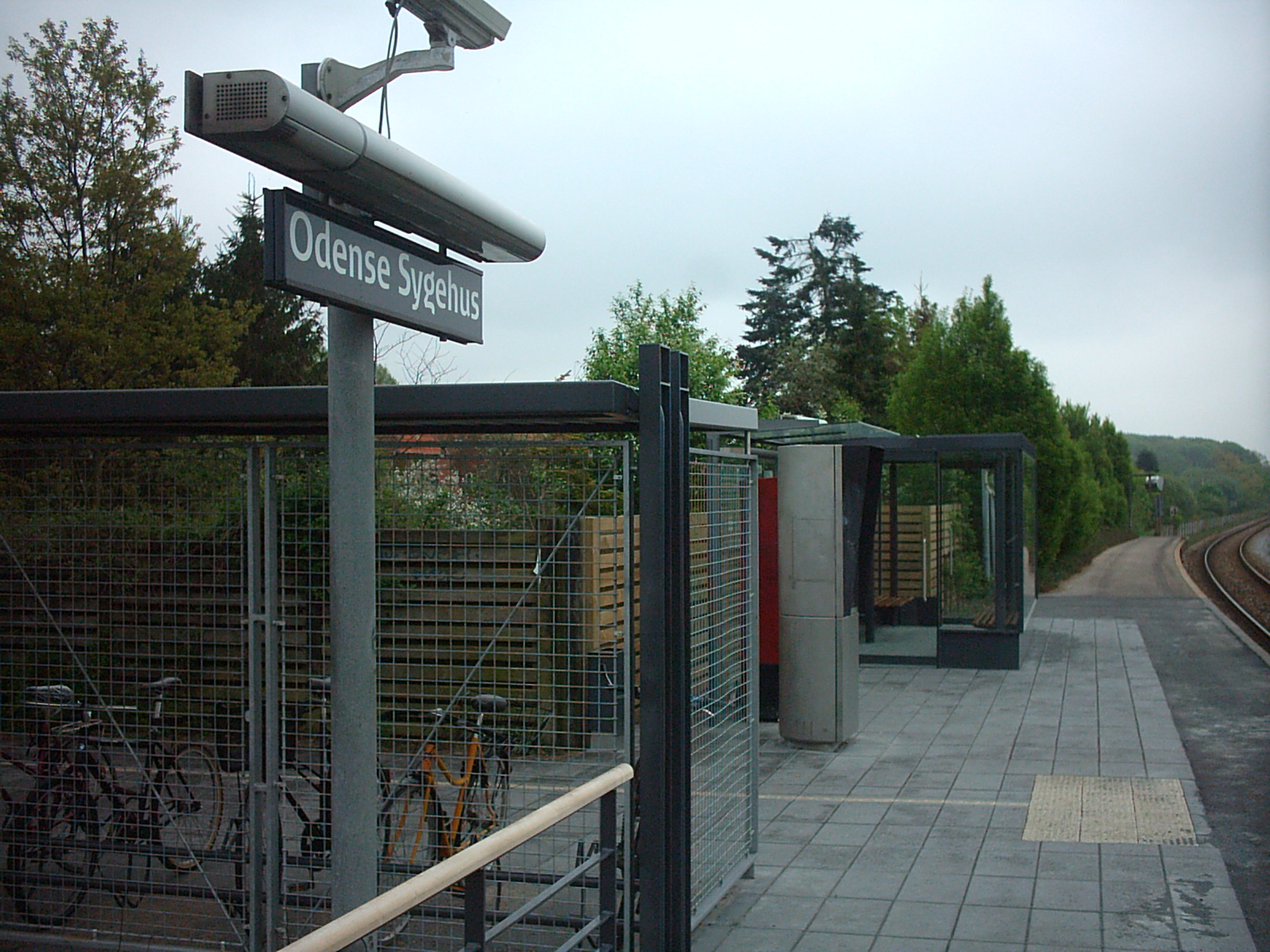
Оденсе Сюгехус